# 対地接近警報装置
対地接近警報装置（たいちせっきんけいほうそうち、Ground Proximity Warning System、GPWS、Terrain Proximity Warning Systemとも）とは、操縦士の自覚なしに航空機が地物に異常接近した場合、操縦者に警報する装置。地上接近警報装置とも言う。

## 概要

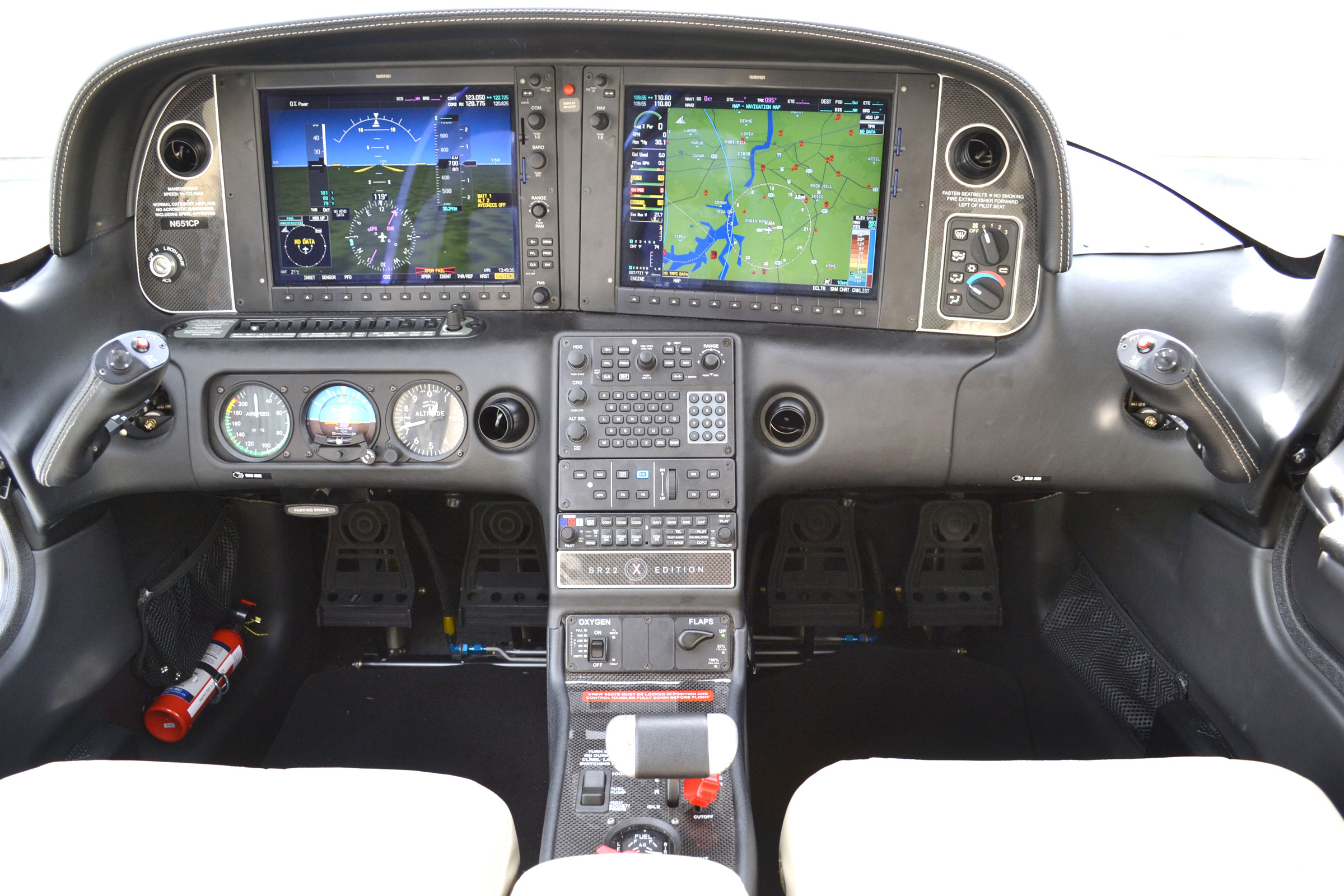
シーラス SR22TNのコックピット。左画面には姿勢指示計、空中衝突防止装置、 EGPWSが統合表示されている

電波高度計の対地高度・気圧変化による昇降率・離着陸形態・グライドスロープからの偏差情報に基づき、航空機が地表に異常接近した場合に警告灯の点灯と、「上昇せよ（Pull Up）」や「降下するな（Don't sink）」など状況に応じた音声による警報が行われる。警報は回避操作が行われてから航空機が危険な状態から脱するまでの時間的余裕をもって発せられ、航空機が危険な状態から脱するまで継続する。なお、GPWSは他の警報装置と異なり警報の作動が直接操縦者による航空機の機動に結びつくため、主脚の状態を検知することで、通常の運航や通常の進入着陸の際は警報を発しないように設計されている。
上記の機能に加えて、地球上の約95%の地形データ（空港の位置と周囲の障害物を含む）をデータベースに持ち、GPS等を利用して得られる航空機の正確な位置と照合して、従来のものに比べて素早く音声および画面表示による警告と情報を与える新型 (enhanced GPWS, EGPWS) もある。これは、従来の電波高度計によるGPWSでは、切り立った崖や急斜面では回避が間に合わない可能性があるためである。旅客機向けとして、主要な空港付近では警報を自動的に止めるなど利便性のための機能もある。
近年では各種情報を統合し、自機と地面や他機との距離を立体的に表示する機能を備えたグラスコックピットも登場している。

## 音声一覧

### 警報(Warning)
- Pull Up=機首を上げろ。GPWSによっては、この音声の直前に警報音（"Whoop"と表される）が2度鳴動する。(まとめて、WhoopWhoop Pullup)
- Bank Angle=バンク角に気をつけろ。バンク角を取りすぎの場合に鳴る
- Caution Terrain=Pullupと同じ意味
- Too Low Terrain=高度が低い、地表が接近している。
- Too Low Gear=高度が低い、ギアを展開しろ

- Too Low Flaps=高度が低い、フラップを展開しろ

フラップ=高揚力装置
- Glide Slope=グライドスロープの信号より低い。この音声は他の警報と違い音量が半分になっている。

- Don't Sink=降下をするな。離陸後の降下などで鳴る。

- sink rate=降下率が大きすぎる。

### 読み上げ(Callouts)
機体に搭載されている電波高度計の情報をもとに、地表までの高度を読み上げる機能がある。これには、｢2500,2000,1500,1000,500,400,300,200,100,90,80,70,60,50,40,30,20,10,5｣などがある。
これ以外にも、ミニマム高度に関連した「approach minimums」や「minimums」などがある。これは進入チャートに記載されているミニマム高度を事前に機体へセットしておけば、ミニマム高度まで100ftの地点で「approach minimums」のコールアウトが入り、ミニマム高度に達した地点で「minimums」のコールアウトが入る。しかし、これはあくまで一例であり、機体によって文言が異なる場合がある。また、これらのコールアウトは航空会社ごとに独自の設定を組むことが出来て、使わないコールアウトを除外することも可能である。
また、一部のエアバス製旅客機では｢retard｣というコールアウトもあるが、これは「スラストレバーをアイドル位置にしろ」という意味で、接地直前のスラストレバーをアイドルに戻すべきタイミングでスロットルが入っている場合に鳴る。

## 事故
- GPWSを搭載しなかったために発生した事故の一つに、エールアンテール148便墜落事故がある。当時のフランスではGPWS搭載は義務化されておらず、エールアンテールにとってはGPWSは高速でのファイナルアプローチの邪魔となるため搭載していなかった。結果、最新鋭機であるエアバスA320に不慣れだった事も災いし重大事故が発生した。
- ニュージーランド航空901便エレバス山墜落事故では、ホワイトアウトの中乗員が地形を認識できない状況で警報が作動し、ただちに上昇が試みられたものの低高度のため間に合わず山に衝突している。